# Lijst van treksprinkhanen
Dit is een lijst van treksprinkhanen. Treksprinkhanen zijn soorten die afwisselend in twee verschillende vormen kunnen voorkomen (polyfenisme).

## Soorten met grote verschillen tussen solitaire en zwermeigenschappen
- Anacridium melanorhodon – vegetatiezone in de Sahel
- Anacridium wernerellum – Soedan
- Australis procera – Australië
- Calliptamus italicus (Rosevleugel) – halfwoestijnen en steppen in Marokko en centraal Europa tot aan Centraal-Azië
- Ceracris kiangsu – Indo-China en oostelijk China
- Chortoicetes terminifera – Australië
- Dociostaurus maroccanu (Marokkaanse treksprinkhaan) – halfwoestijnen en steppen in Marokko en centraal Europa tot aan Centraal-Azië
- Locusta migratoria (Europese treksprinkhaan) – Azië, Afrika en Oost-Europa
- Locustana pardalina – zuidelijk Afrika
- Nomadacris septemfasciata (Rode treksprinkhaan) – Subsaharaans-Afrika
- Nomadacris succincta – India, Zuidoost-Azië
- Rhammatocerus schistocercoides – Brazilië
- Schistocerca cancellata – Zuid-Amerika
- Schistocerca gregaria (Woestijnsprinkhaan) – woestijnen van West- en Noord-Afrika tot West-India
- Schistocerca piceifrons – Midden-Amerika

- Melanoplus spretus – uitgestorven

## Soorten met geringe verschillen tussen solitaire en zwermeigenschappen
- Aiolopus simulatrix – af en toe zwermgedrag in oostelijk Soedan
- Dissosteira longipennis – alleen zwermgedrag in de jaren 1930 gerapporteerd
- Oedaleus senegalensis – vaak zwermgedrag in de Sahel
- Trimerotropis pallidipennis – af en toe zwermgedrag in westelijk Noord-Amerika, in 2019 in Nevada